# Mohammed Allawi
Mohammed Tawfik Allawi (árabe: محمد توفيق علاوي‎; 1 de julho de 1954) é um político iraquiano que por duas vezes foi nomead Primeiro-ministro do Iraque, mas que nunca chegou a tomar posse, em protesto contra condições políticas.
Allawi foi Ministro das Comunicações de maio de 2006 até agosto de 2007, e de 2010 a 2012. Ambas as vezes ele renunciou do seu posto em protestos contra a agenda do secretariado de Nouri al-Maliki e interferência política.